# Anthurium auritum
Anthurium auritum är en kallaväxtart som beskrevs av Luis Aloysius, Luigi Sodiro. Anthurium auritum ingår i släktet Anthurium och familjen kallaväxter. Inga underarter finns listade.